# Vidar-Klasse
Die Schiffe der Vidar-Klasse sind zwei Einheiten (Vidar und Vale), die 1977 bzw. 1978 für die Norwegische Marine als Minenleger gebaut wurden. Die Schiffe dienen inzwischen in der Lettischen- und Litauischen Marine und werden dort als Kommando- und Versorgungsschiffe (Virsaitis und Jotvingis) eingesetzt.

## Geschichte
Vor dem Hintergrund des Kalten Krieges in den 1970er Jahren sahen die Norwegischen Streitkräfte Bedarf für zwei große Minenleger, die in Friedenszeiten auch als Unterstützungsschiffe eingesetzt werden konnten. Hierfür wurden 1976 die Schiffe der Vidar-Klasse auf Kiel gelegt. Das Typschiff Vidar (benannt nach Odins gleichnamigem Sohn) wurde 1977 in Dienst gestellt. Diesem folgte 1978 die Vale (ebenfalls nach einem Sohn Odins benannt).
Aufgrund der veränderten politischen Ausgangslage wurden die, zudem etwas in die Jahre gekommenen, Schiffe zu Beginn des 21. Jahrhunderts von Norwegen nicht mehr benötigt. Im Jahr 2003 wurde die Vale von der Marine Lettlands übernommen und  unter dem Namen Virsaitis in Dienst gestellt. Drei Jahre später wurde auch die Vidar vom aktiven Dienst in der norwegischen Flotte zurückgezogen. Das Schiff wurde noch im selben Jahr von Litauen übernommen und von der dortigen Marine als Jotvingis reaktiviert. In beiden Seestreitkräften dienen die Schiffe heute (Stand 2014) als Kommando- und Versorgungsschiffe der Anti-Minenverbände des jeweiligen Landes.

## Einheiten
Norwegen
| Kennung | Name  | Stapellauf     | Dienstzeit    | Verbleib    |
| ------- | ----- | -------------- | ------------- | ----------- |
| N 52    | Vidar | 18. März 1977  | 1977 bis 2006 | an Litauen  |
| N 53    | Vale  | 5. August 1977 | 1978 bis 2003 | an Lettland |

 Lettland
| Kennung | Name      | Dienstzeit | Verbleib |
| ------- | --------- | ---------- | -------- |
| A-53    | Virsaitis | seit 2003  |          |

 Litauen
| Kennung | Name      | Dienstzeit | Verbleib |
| ------- | --------- | ---------- | -------- |
| N 42    | Jotvingis | seit 2006  |          |